# Aldrich (Missouri)
Aldrich è un villaggio degli Stati Uniti d'America, situato nello Stato del Missouri, nella contea di Polk.